# Remaclus
Remaclus oder Remaklus (* um 600; † 673 oder 679) war Abtbischof und ist Heiliger der katholischen Kirche (Tag: 3. September).

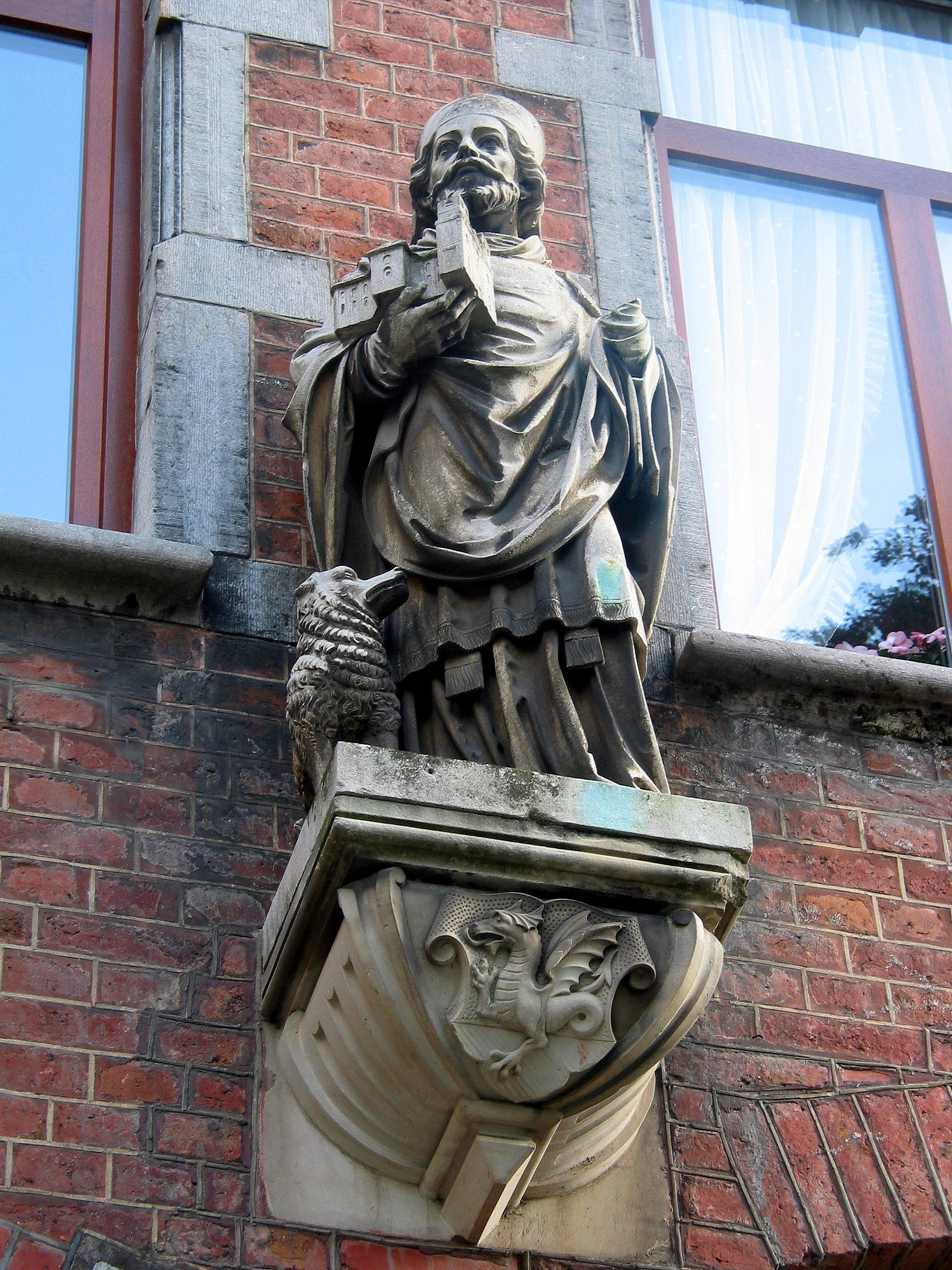
Statue des Heiligen Remaclus in Malmedy

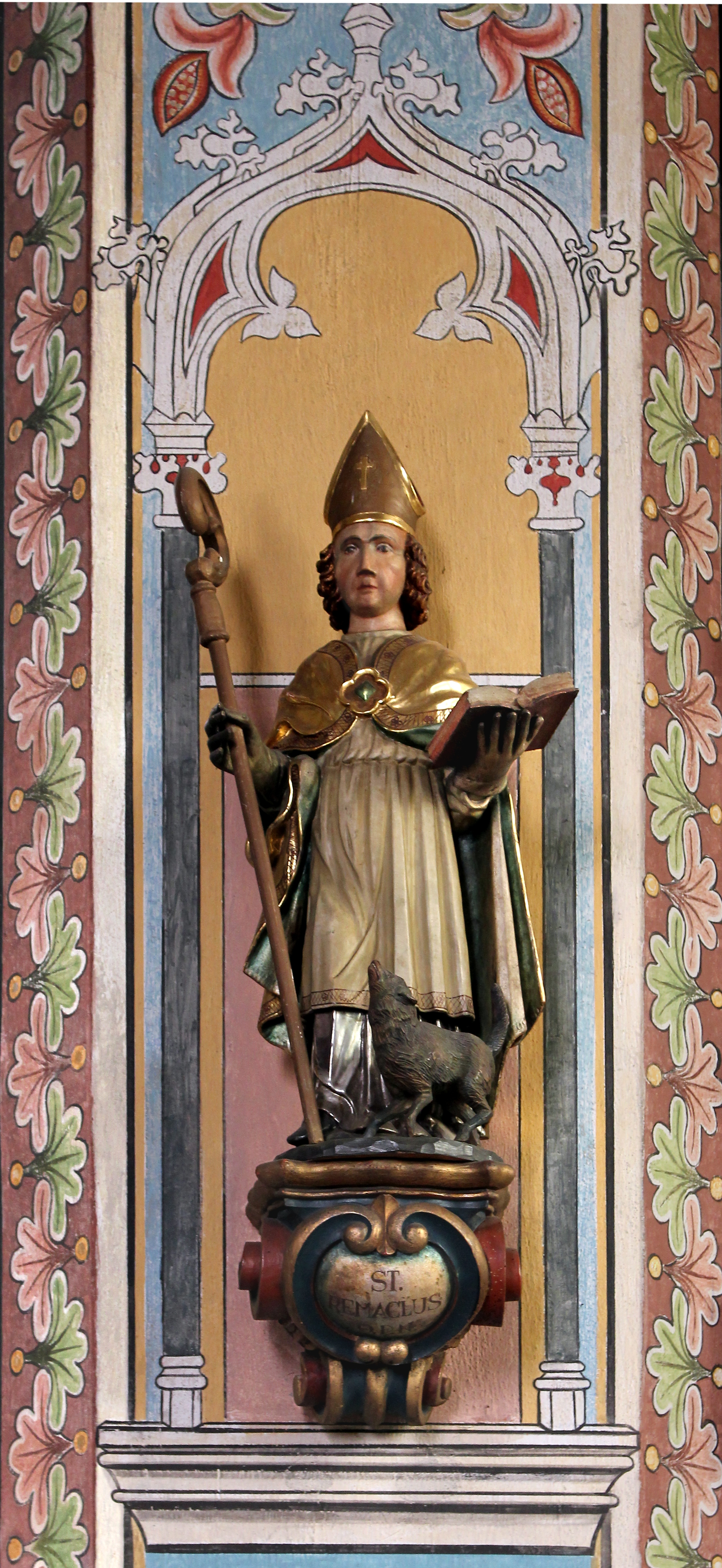
St. Remaclus in der ihm geweihten Pfarrkirche von Waldorf

## Leben
Remaclus war Mönch in Luxeuil, als ihn Eligius 632 zum Abt des Klosters Solignac berief. Nachdem ihm König Sigibert III. das Recht gewährt hatte, eine Abtei zu gründen, errichtete Remaclus sogar zwei, nämlich die Klöster Stablo und Malmedy. Die Klöster bildeten die Reichsabtei Stablo-Malmedy. Allerdings wurden sie verschiedenen Diözesen zugesprochen, (Stablo dem Bistum Lüttich und Malmedy dem Erzbistum Köln), was zu einer längeren Koexistenz in Zwietracht führte.

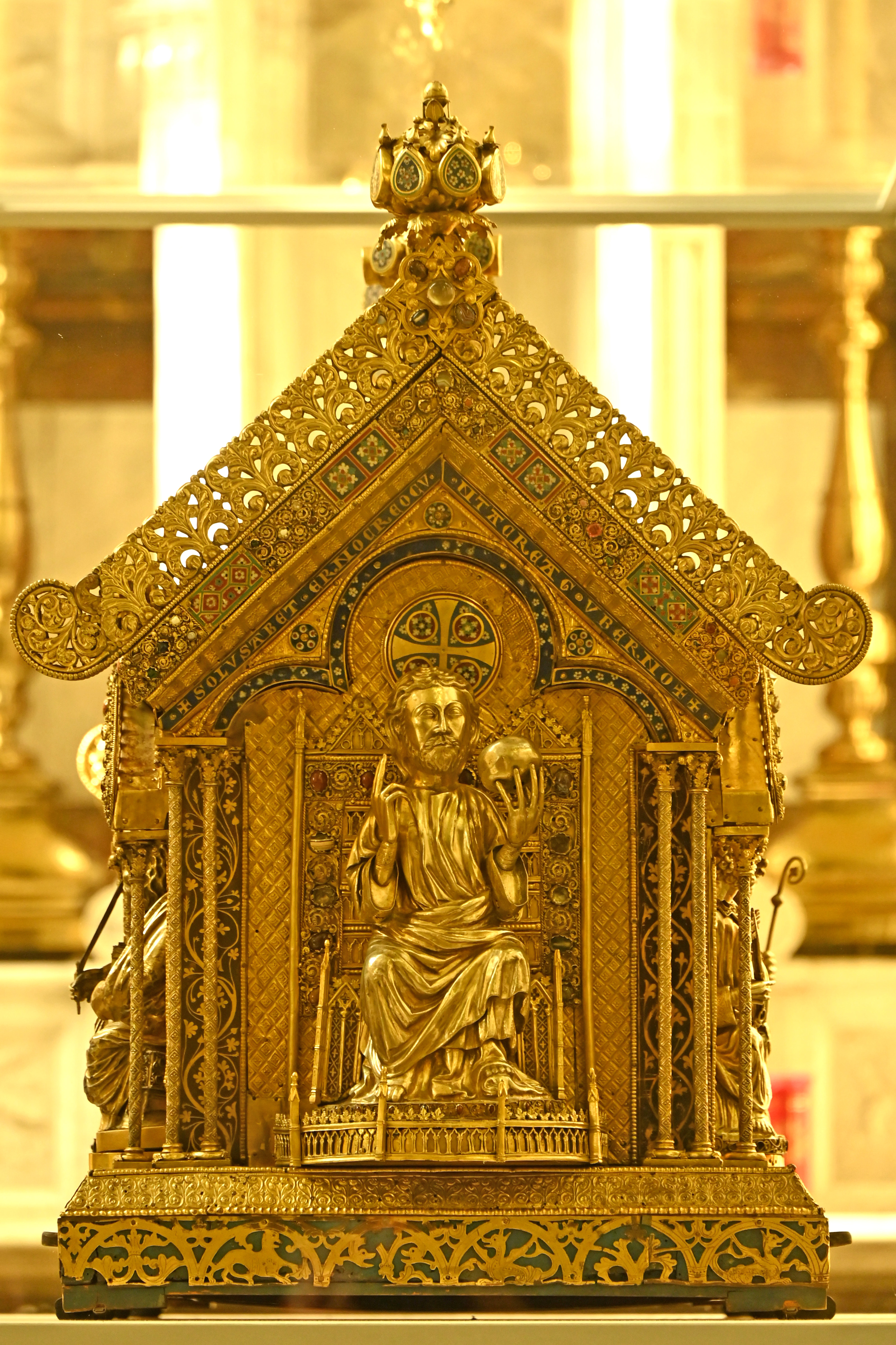
Remaklus-Schrein (Stavelot), Saint-Sébastien

Remaclus wurde in Stablo begraben und wird im örtlichen Wappen dargestellt. Ein Medaillon vom Remaklus-Retabel befindet sich im Kunstgewerbemuseum Berlin.

## Legenden und Verehrung
Als Missionsbischof in den Ardennen soll Remaclus von einem Wolf begleitet worden sein. Diesem Tier wird nachgesagt, dass es in der Lage war, den Teufel zu vertreiben, der die neu errichteten Kirchen zerstören wollte. Mit seinem Stab soll der Heilige Quellen entdeckt haben, die als Heilwasser galten. Eine andere Legendenversion erzählt, dass die Mönche bei Remaclus Schutz gegen die Wolfsrudel suchten. Daraufhin habe Remaclus sie ermahnt und ermuntert, ihrer Pflicht nachzugehen; dann blieben sie vor den Wölfen verschont.
Sein Gedenktag ist der 3. September, die Bauernregel hierzu lautet: „Wenn es an diesem Tag regnet, ist das ein gutes Zeichen, denn dann sprießt ebensoviel Korn aus der Erde, wie Regentropfen aufs Feld fallen“. In der Darstellung als Bischof sind seine Attribute ein liegender Wolf an der rechten Fußseite und auf dem rechten Arm hält er Kirchenbauten, als Hinweis, dass er den Bau von Kirchen veranlasste. Er ist der Schutzpatron der Ardennen, gegen Unfruchtbarkeit der Frauen und gegen Ernteschädlinge.

## St.-Remaklus-Kirchen

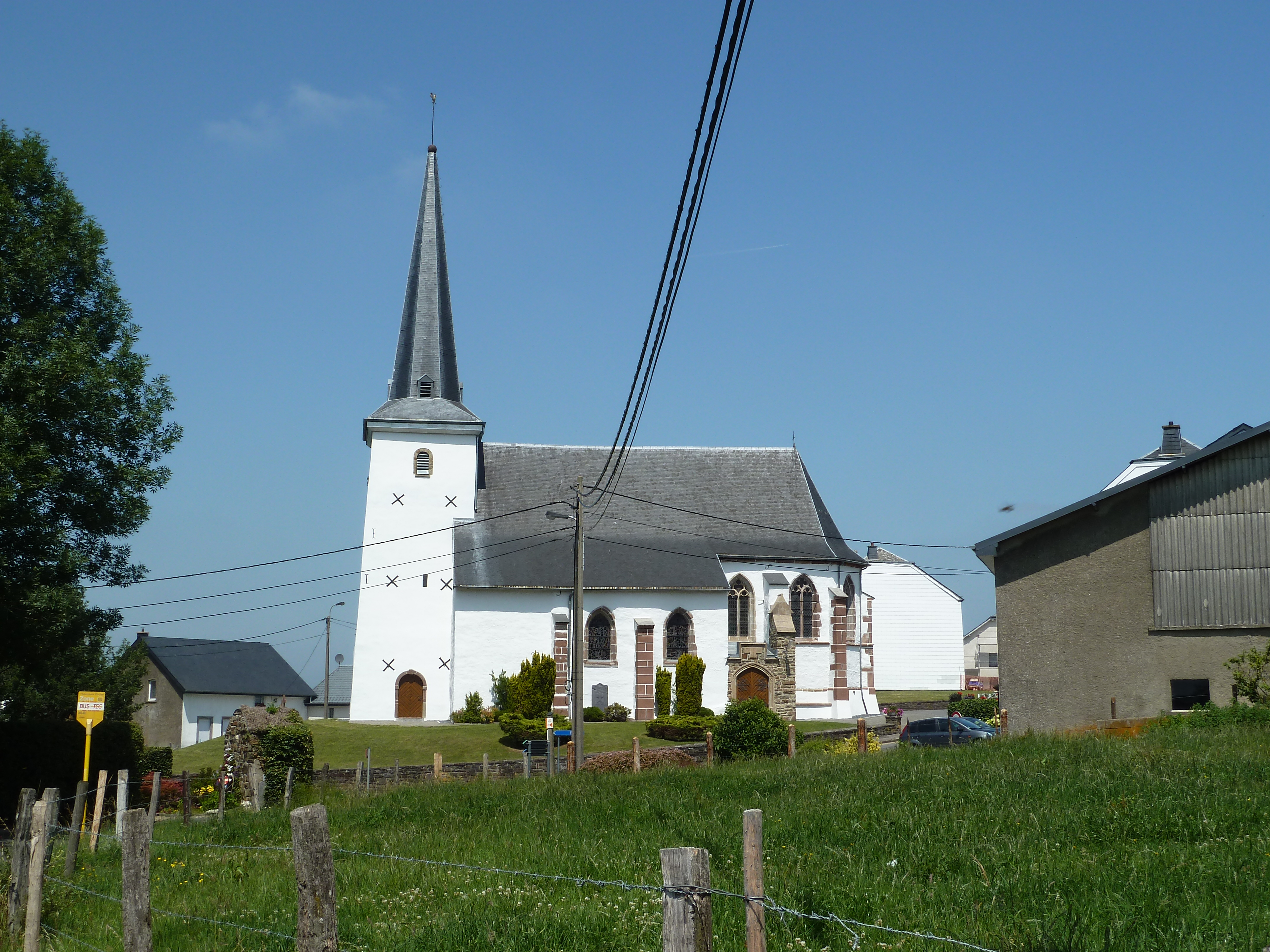
St.-Remaklus-Kirche in Thommen

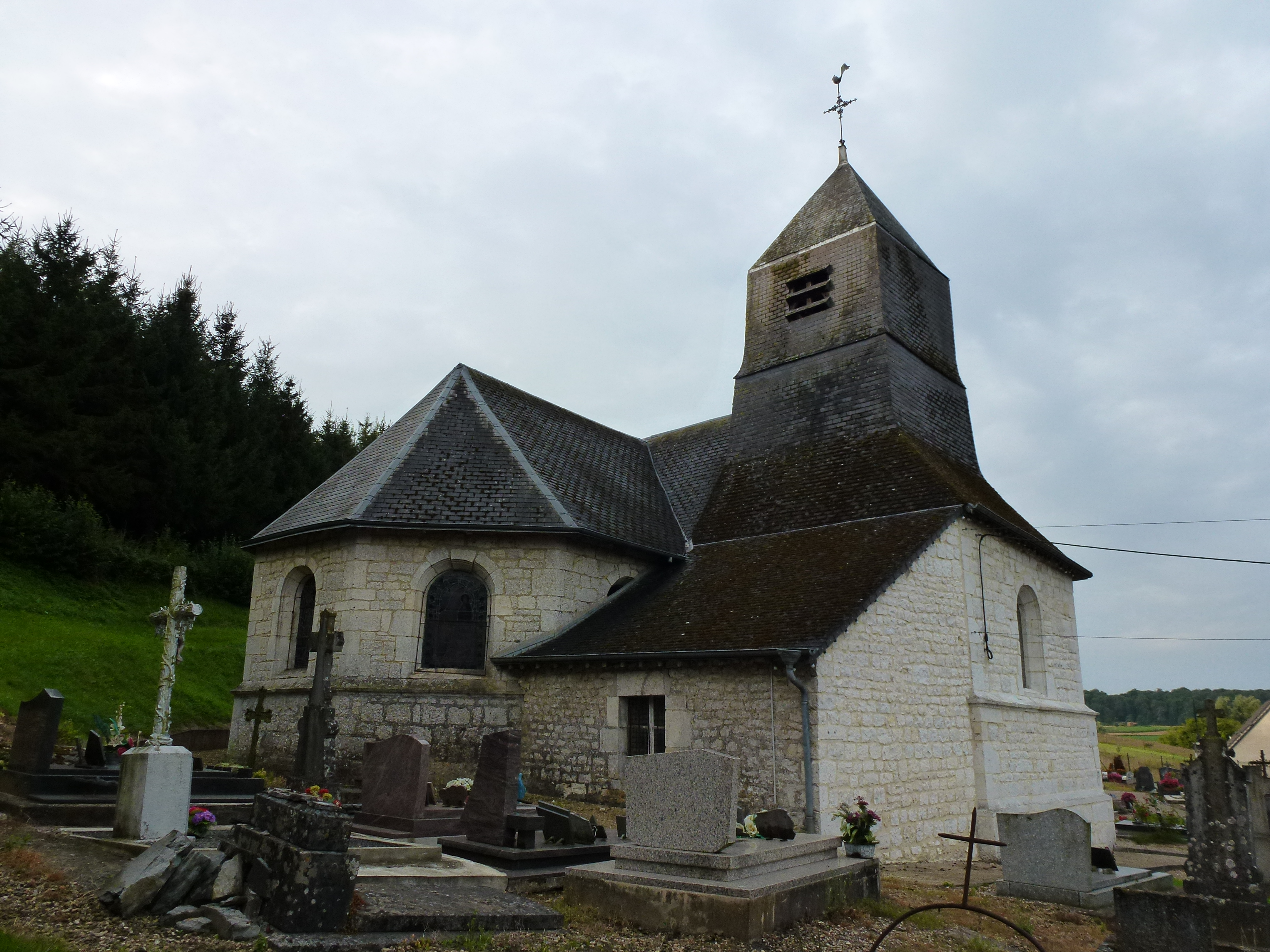
Kirche Saint-Remacle in Logny-Bogny

St. Ramaclus im oberen Teil des Wappens der Gemeinde Stavelot

Nach dem Heiligen benannte Kirchen befinden sich vor allem im westdeutschen Raum im Bereich der Eifel und Mosel, sowie in den belgischen, Luxemburger und französischen Ardennen, unter anderem in:
- Beffu-et-le-Morthomme, eine nordfranzösische Gemeinde im Département Ardennes
- Cochem an der Mosel: Alte katholische Kirche St. Remaclus im Stadtteil Cond, mit einem Turm vermutlich aus dem 12. Jahrhundert.[5]
- Germigny-Pend-la-Pie, eine ehemalige Pfarrgemeinde im Bereich der heutigen Gemeinde La Neuville-en-Tourne-à-Fuy in Norden Frankreichs im Département Ardennes nordöstlich von Reims. Die Kirche wurde 1130 geweiht, die Gemeinde wurde gegen 1800 aufgelöst. Ein Gedenkstein erinnert noch an die Kirche.
- Logny-Bogny, eine kleine nordfranzösische Gemeinde im Département Ardennes
- Louveigné, ein Ortsteil der Gemeinde Sprimont im Osten der Wallonie in Belgien
- Oberwampach im Norden Luxemburgs: Kirche St. Remaclus mit romanischen Chorturm
- Ovifat (deutsch Fischvenn), eine Ortschaft der Gemeinde Weismes (französisch [amtlich] Waimes) nahe Malmédy in Belgien
- Poupehan, ein Ortsteil der Stadt Bouillon in Belgien nahe der französischen Grenze
- Spa im Osten der Wallonie in Belgien: Stadtheiliger, Kirche Notre-Dame et Saint-Remacle, sowie Quelle Sauvenière et de Groesbeek, die mit der Legende des Sandalenabdrucks des Heiligen Remaclus in Zusammenhang gebracht wird und als Heilquelle für jung verheiratete Paare mit unerfülltem Kinderwunsch gilt.
- Stavelot: Erhaltene Ruinen der ehemaligen Abteikirche Saint-Remacle im Vorfeld der Abtei, nachdem die Kirche unter der französischen Besatzung aufgehoben, verkauft und schließlich ab 1795 abgetragen wurde. In Stavelot befindet sich der Remaklus-Schrein in der Kirche Saint Sébastien, und der Hauptplatz des Ortes trägt den Namen Place Saint-Remacle, eine Sekundärschule trägt den Namen Institut Saint Remacle.
- Thommen in der Deutschsprachigen Gemeinschaft Belgiens
- Uersfeld in der Eifel
- Waldorf im Vinxtbachtal mit Kirchenbau von 1869, jährlicher St.-Remaklus-Kirmes am ersten Septemberwochenende und den Attributen des Remaklus im oberen Teil des Gemeindewappens